# Sexy Bitch
"Sexy Bitch" (poznata i kao "Sexy Chick") je pjesma francuskog DJ-a Davida Guette i pjevača Akona. Ovo je drugi singl s Guettinog četvrtog studijskog albuma One Love. Pjesma je inspirisana melodijom pjesme "Tainted Love" od Soft Cella. Postala je veliki svjetski hit i dospjela na prvo mjesto na mnogim svjetskim ljestvicama.

## Kritički osvrt

### Entertainment Weekly
Pjesma je pohvaljena od strane časopisa Entertainment Weekly i opisana kao "klupska pjesma sa R&B zvjezdom Akonom".

### Billboard
Michael Menachem je za Billboard pohvalio pjesmu i rekao: "Nemojte se iznenaditi ako ova pjesma preuzme plesne podije na kraju ljeta".

### Digitalspy
U Digitalspy-u je dobila ocjenu 3, na ljestvici do 5.

## Popis pjesama
- CD singl[4]

1. "Sexy Bitch" – 3:14
2. "Sexy Bitch" (Extended Version) – 5:12

- CD maxi singl[5]

1. "Sexy Bitch" (Chuckie & Lil Jon Remix) – 5:58
2. "Sexy Bitch" (Koen Groeneveld Remix) – 7:15
3. "Sexy Bitch" (Koen Groeneveld Remix) (David Guetta Vocal Re-Edit) – 7:30
4. "Sexy Bitch" (Abel Ramos Atlanta With Love Mix Remix) – 7:13
5. "Sexy Bitch" (Afrojack Remix) – 4:45
6. "Sexy Bitch" (Extended Version) – 5:12
7. "Sexy Bitch" – 3:14

- Čisti singl (Sexy Chick)

1. "Sexy Chick" - 3:14
2. "Emily Fellows Is An Ano Bitch Remix" - 3:20

## Impresum
- Tekst − Giorgio Tuinfort, Aliaune Thiam, David Guetta, Jean-Claude Sindres
- Prudukcija – David Guetta
- Ko-produkcija – Sandy Vee, Jean-Claude Sindres

## Top ljestvice
| Ljestvica (2009.)                 | Najviša pozicija |
| --------------------------------- | ---------------- |
| Australija (dance ljestvica)      | 1                |
| Australija                        | 1                |
| Austrija                          | 1                |
| Belgija (Flandrija)               | 1                |
| Belgija (Valonija)                | 1                |
| Brazil                            | 22               |
| Kanada                            | 1                |
| Češka                             | 1                |
| Danska                            | 2                |
| Nizozemska                        | 3                |
| Europa                            | 1                |
| Finska                            | 2                |
| Francuska (digitalno preuzimanje) | 1                |
| Francuska                         | 2                |
| Njemačka                          | 1                |
| Mađarska                          | 6                |
| Irska                             | 2                |
| Italija                           | 8                |
| Novi Zeland                       | 1                |
| Švedska                           | 2                |
| Švicarska                         | 2                |
| Ujedinjeno Kraljevstvo            | 1                |
| SAD Billboard Hot 100             | 5                |
| SAD Hot Dance Club Songs          | 1                |

| Ljetsvica (2009.)            | Pozicija |
| ---------------------------- | -------- |
| Australian Singles Chart     | 2        |
| French Digital Singles Chart | 2        |
| Francuska                    | 16       |
| Njemačka                     | 13       |
| Novi Zeland                  | 3        |
| Ujedinjeno Kraljevstvo       | 12       |

| Ljestvica (2000. – 2009.) | Position |
| ------------------------- | -------- |
| Australija                | 8        |
| Njemačka                  | 73       |
| Ujedinjeno Kraljevstvo    | 88       |

| Država                 | Certifikacije     |
| ---------------------- | ----------------- |
| Australija             | 3 puta platinasta |
| Finska                 | zlatna            |
| Njemačka               | platinasta        |
| Italija                | platinasta        |
| Novi Zeland            | Dupla platinasta  |
| Ujedinjeno Kraljevstvo | platinasta        |
| SAD                    | Dupla platinasta  |

## Povijest objavljivanja
| Država | Datum            | Format                |
| ------ | ---------------- | --------------------- |
| Svijet | 24. srpnja 2009. | digitalno preuzimanje |
| SAD    | 28. srpnja 2009. | digitalno preuzimanje |
| SAD    | 1. rujna 2009.   | airplay               |